# Pine (Contea di Allegheny, Pennsylvania)
Pine è una township degli Stati Uniti d'America, nella contea di Allegheny nello Stato della Pennsylvania. Secondo il censimento del 2000 la popolazione è di 7.683 abitanti.

## Società

### Evoluzione demografica
La composizione etnica vede una prevalenza della razza bianca (97,16%) seguita da quella asiatica (1,12%), dati del 2000.
| township di Pine Popolazione |        |
| 2000                         | 7.683  |
| Stima al 01-07-07            | 10.004 |